# Ira Einhorn

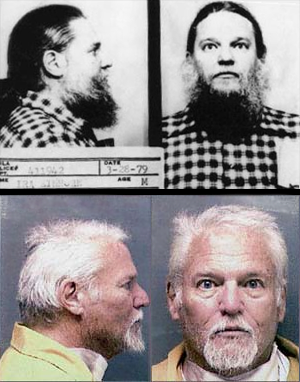
Mugshots von Ira Einhorn aus den Jahren 1979 (oben) und 2001 (unten)

Ira Samuel Einhorn (* 15. Mai 1940 in Philadelphia, Pennsylvania; † 3. April 2020 in Somerset Township, Pennsylvania), bekannt als The Unicorn Killer (beruhend auf dem deutschen Wort Einhorn), war ein US-amerikanischer Umweltaktivist und verurteilter Mörder. Einhorn war in der Gegenkultur aktiv und sprach auf dem ersten Tag der Erde. 1979 wurde er von der Polizei verhaftet, nachdem die verweste Leiche seiner ehemaligen Freundin Holly Maddux in einem Schrank in seinem Haus gefunden wurde. Nach seiner Verhaftung floh Einhorn aus dem Land und verbrachte zweiundzwanzig Jahre in Europa, bevor er an die Vereinigten Staaten ausgeliefert wurde, wo er für den Mord an Maddux den Rest seines Lebens im Gefängnis verbrachte.

## Biografie
Ira Einhorn wurde in Philadelphia in eine jüdische Familie der Mittelschicht hineingeboren. Er studierte an der University of Pennsylvania, wo er 1961 seinen Bachelor-Abschluss in Englisch erhielt. Einhorn war in der Gegenkultur und der Friedensbewegung der 1960er und 1970er Jahre aktiv. Einhorn war einer der Redner bei der ersten Veranstaltung zum Tag der Erde in Philadelphia im Jahr 1970, wobei er selbst behauptete, dass dieser auf seine Initiative zurückging. Einhorn unterrichtete im akademischen Jahr 1964/1965 Englisch an der Temple University, obwohl sein Vertrag nicht verlängert wurde, nachdem er in einem Interview seine „Verachtung für die akademische Welt“ zugab und weil er mit Studenten über Cannabis und LSD gesprochen hatte. In den 1970ern erhielt er außerdem ein Stipendiat am Harvard Institute of Politics.
Einhorn war ein Vertrauter von prominenten Persönlichkeiten der Gegenkultur wie Allen Ginsberg, Abbie Hoffman oder Jerry Rubin und war auch mit Musikern wie Peter Gabriel bekannt. Er kandidierte außerdem für das Amt des Bürgermeisters von Philadelphia, wobei er den Wählern „freie Liebe“ versprach. Auch in der entstehenden New-Age-Bewegung war der Sozialaktivist und Umweltschützer Einhorn aktiv, der ein großes Interesse am Übersinnlichen und Paranormalen hatte. Er sah sich selbst als spirituellen Guru, der das neue Zeitalter der Wassermannzeitalter einleiten würde. Er pflegte auch gute Kontakte zu lokalen Unternehmern und war eine wichtige Persönlichkeit im sozialen Leben von Philadelphia.
Er war als eine exzentrische Persönlichkeit bekannt und fiel durch gewalttätiges Verhalten und Untreue in seinen Beziehungen auf. Einhorn hatte 1972 eine wechselhafte Beziehung mit Holly Maddux begonnen, einer Absolventin des Bryn Mawr College, die aus Tyler (Texas) stammte. Im Jahr 1977 trennte sich Maddux von Einhorn und ging nach New York City, wo sie einen neuen Partner gefunden hatte. Im September 1977 kehrte sie zu Einhorns Apartment in Philadelphia zurück, um ihre Sachen abzuholen, woraufhin sie jedoch spurlos verschwand. Einige Wochen später befragte die Polizei Einhorn zu ihrem Verschwinden, der er erzählte, Maddux sei nach einem Einkauf nicht mehr zurückgekehrt. Auch aufgrund seiner guten Kontakte in Philadelphia entkam Einhorn einer Verhaftung und auch seine Wohnung wurde nicht durchsucht. Zwei Jahre später informierten jedoch Nachbarn die Behörden, da von Einhorns Apartment ein starker Gestank ausging. Am 28. März 1979 wurde die verwesende Leiche von Maddux von der Polizei in einer Truhe in Einhorns Kleiderschrank gefunden. Nachdem er die Leiche gefunden hatte, soll ein Polizeibeamter zu Einhorn gesagt haben: „Es sieht so aus, als hätten wir Holly gefunden“, worauf dieser geantwortet haben soll: „Sie haben gefunden, was Sie gefunden haben“.
Nach seiner Verhaftung kam Einhorn auf Kaution frei. Seine Kaution in Höhe von 40.000 US-Dollar wurde von Barbara Bronfman (geb. Baerwald) mitbezahlt, einer Prominenten aus Montreal, die in die wohlhabende kanadische Unternehmerfamilie Bronfman einheiratet und Einhorn durch ihr gemeinsames Interesse an paranormalen Phänomenen kennenlernt hatte. Seine vorübergehende Freilassung nutzte Einhorn 1981 kurz vor Beginn seines Prozesses, um nach Europa zu fliehen. Während Einhorns Flucht wurde er erneut von Bronfman unterstützt, die ihn bis 1988 finanziell förderte, als sie schließlich Steven Levys vernichtendes Buch über Einhorn The Unicorn's Secret las und ihre Unterstützung einstellte. Einhorn lebte in der Folgezeit in Irland, Schweden und im Vereinigten Königreich, bevor er sich gemeinsam mit der wohlhabenden schwedischen Erbin Anika Flodin in Frankreich niederließ, wo er eine Gemeinschaft von Althippies um sich versammelte und in der Anti-Atomkraft-Bewegung aktiv war. Währenddessen wurde er 1993 in den USA in Abwesenheit wegen Mordes zu einer lebenslangen Haftstrafe verurteilt.
1997 wurde Einhorn in Champagne-Mouton, wo er unter dem Namen „Eugène Mallon“ gelebt hatte, verhaftet und für etwa sechs Monate im örtlichen Gefängnis von Gradignan inhaftiert, bevor er unter eine lockere Form von Hausarrest gestellt wurde. Gegen seine Auslieferung klagte Einhorn in Frankreich und vor dem Europäischen Gerichtshof für Menschenrechte. Nach einem längeren Rechtsstreit wurde Einhorn schließlich am 20. Juli 2001 ausgeliefert, unter der Bedingung, dass Einhorn in den USA das Recht auf einen erneuten Prozess erhält, wofür der Bundesstaat Pennsylvania 1998 sogar ein eigenes Gesetz (bekannt als Einhorn Law) verabschiedet hatte. Vor Gericht behauptete Einhorn, seine Ex-Freundin sei von CIA-Agenten getötet worden, die ihm das Verbrechen angehängt hätten, weil er zu viel über die paranormale Militärforschung der US-Regierung gewusst habe. Die Geschworenen glaubten ihm jedoch nicht und sprachen Einhorn am 17. Oktober 2002 des Mordes schuldig. Am folgenden Tag wurde er zu einer lebenslangen Haftstrafe ohne die Möglichkeit einer vorzeitigen Entlassung verurteilt. Er starb 2020 im Gefängnis.